# خوانما
خوانما (بالإسبانية: Juan Manuel Delgado Lloria) (17 نوفمبر 1990 في بلنسية في إسبانيا – )؛ هو لاعب كرة قدم كان يلعب كمهاجم.

## وصلات خارجية
- خوانما على موقع رابطة كرة القدم اليابانية للمحترفين (اليابانية)
- خوانما على موقع قاعدة بيانات كرة القدم.إي يو (الإنجليزية)
- خوانما على موقع Soccerway.com (الإنجليزية)
- خوانما على موقع عالم كرة القدم.نت (الإنجليزية)
- خوانما على موقع AS.com (الإسبانية)